# Championnat du monde masculin de volley-ball 2022
 (septembre 2022).
Navigation
Italie-Bulgarie 2018 Philippines 2025
Le Championnat du monde masculin de volley-ball 2022 est la 20e édition du Championnat du monde masculin de volley-ball organisé par la Fédération internationale de volley-ball (FIVB). Le tournoi final est co-organisé par la Pologne et la Slovénie du 26 août au 11 septembre 2022 au détriment de la Russie à la suite de l'Invasion de l'Ukraine par la Russie en 2022.

## Format de la compétition
Le formule de la compétition est comme suivant : 

### Phase de poules
- 24 équipes reparties dans 6 groupes de 4.
- Les deux premiers de chaque groupe ainsi que les 4 meilleurs troisièmes sont qualifiés pour la phase finale.

### Phase finale
Les 16 équipes qualifiées s'affronteront en huitièmes de finale. Les vainqueurs des huitièmes de finale joueront les quarts de finale puis les demi-finales et enfin la finale afin de désigner le vainqueur tandis que les perdants des demi-finales joueront la troisième place.

## Équipes présentes
Les qualifications permettront de qualifier 24 équipes qui participeront à la compétition. La Russie ayant été disqualifiée à la suite de l'invasion de la Russie sur l'Ukraine 2022, l'organisation de cette compétition est revenue à la Slovénie et à la Pologne. La place vacante laissée par la Russie à la suite de sa disqualification est revenue à l'équipe non qualifiée avec le rang mondial le plus élevé : l'Ukraine. La Slovénie et la Pologne étaient déjà qualifiées sportivement, respectivement en tant que finaliste du dernier championnat d'Europe et tenant du titre mondial. Les 22 places restantes sont attribuées selon les résultats de chaque championnat continental : les deux équipes finalistes sont qualifiées pour ce Championnat du monde. Dans le cas où elle est déjà qualifiée en tant que pays hôte ou champion en titre, elle sera remplacée par l'équipe classée 3e du championnat continental concerné. Il y a donc : deux pour Afrique, deux pour l'Asie, deux pour l'Amérique du Nord, deux pour l'Amérique du Sud et deux pour l'Europe. Les douze places restantes sont attribuées selon le ranking mondial au 31 octobre 2021.
| Afrique                 | Amérique du Nord                          | Amérique du Sud  | Asie                   | Europe |
| ----------------------- | ----------------------------------------- | ---------------- | ---------------------- | --- |
| Cameroun Égypte Tunisie | Canada Cuba États-Unis Mexique Porto Rico | Argentine Brésil | Chine Iran Japon Qatar | Allemagne Slovénie (hôte) Bulgarie France Italie Pays-Bas Pologne (hôte) et (tenant) Russie Serbie Turquie Ukraine |

## Sites
| Ljubljana |

| Katowice Gliwice |

## Déroulement de la compétition

### Composition des groupes
À la suite de l'Invasion de l'Ukraine par la Russie en 2022, la Russie s'est fait retirer de la compétition ainsi que son organisation et s'est fait remplacer par l'Ukraine.
Le tirage au sort a eu lieu le 30 septembre 2021 à l'Irina Viner-Usmanova Gymnastics Palace (en) à Moscou en Russie.
| Poule A                                                 | Poule B                                 | Poule C                                    | Poule D                                            | Poule E                                     | Poule F                                        |
| ------------------------------------------------------- | --------------------------------------- | ------------------------------------------ | -------------------------------------------------- | ------------------------------------------- | ---------------------------------------------- |
| Site : Pologne Russie Ukraine Serbie Tunisie Porto Rico | Site : Slovénie Brésil Japon Cuba Qatar | Site : Pologne États-Unis Mexique Bulgarie | Site : Slovénie France Slovénie Allemagne Cameroun | Site : Slovénie Italie Canada Turquie Chine | Site : Slovénie Argentine Iran Pays-Bas Égypte |

### Premier tour

#### Groupe A (Katowice)
| # | Équipe     | Pts | J | G | Gt | Pt | P | Sp | Sc | Ratio | Pp  | Pc  | Ratio |
| 1 | Serbie     | 9   | 3 | 3 | 0  | 0  | 0 | 9  | 0  | MAX   | 248 | 187 | 1.326 |
| 2 | Ukraine    | 6   | 3 | 2 | 0  | 0  | 1 | 6  | 4  | 1.5   | 241 | 213 | 1.131 |
| 3 | Tunisie    | 3   | 3 | 1 | 0  | 0  | 2 | 3  | 6  | 0.5   | 189 | 210 | 0.9   |
| 4 | Porto Rico | 0   | 3 | 0 | 0  | 0  | 3 | 1  | 9  | 0.111 | 197 | 250 | 0.788 |

| Date             | Lieu     | Match                | Résultat | Sets  | Sets  | Sets  | Sets  | Sets | Total Points | Rapport   |
| Date             | Lieu     | Match                | Résultat | 1     | 2     | 3     | 4     | 5    | Total Points | Rapport   |
| ---------------- | -------- | -------------------- | -------- | ----- | ----- | ----- | ----- | ---- | ------------ | --------- |
| 27.08.22 à 17:30 | Katowice | Tunisie - Porto Rico | 3 - 0    | 25–19 | 25–17 | 25–20 | –     | –    | 75–56        | RapportP2 |
| 27.08.22 à 20:30 | Katowice | Ukraine - Serbie     | 0 - 3    | 26–28 | 21–25 | 20–25 | –     | –    | 67–78        | RapportP2 |
| 29.08.22 à 17:30 | Katowice | Serbie - Porto Rico  | 3 - 0    | 26–24 | 25–21 | 25–16 | –     | –    | 76–61        | RapportP2 |
| 29.08.22 à 20:30 | Katowice | Ukraine - Tunisie    | 3 - 0    | 25–21 | 25–19 | 25–15 | –     | –    | 75–55        | RapportP2 |
| 31.08.22 à 17:30 | Katowice | Serbie - Tunisie     | 3 - 0    | 29–27 | 25–15 | 25–17 | –     | –    | 79–59        | ReportP2  |
| 31.08.22 à 20:30 | Katowice | Ukraine - Porto Rico | 3 - 1    | 24–26 | 25–19 | 25–16 | 25–19 | –    | 99–80        | ReportP2  |

#### Groupe B (Ljubljana)
| # | Équipe | Pts | J | G | Gt | Pt | P | Sp | Sc | Ratio | Pp  | Pc  | Ratio |
| 1 | Brésil | 8   | 3 | 2 | 1  | 0  | 0 | 9  | 2  | 4.5   | 271 | 222 | 1.221 |
| 2 | Japon  | 6   | 3 | 2 | 0  | 0  | 1 | 6  | 4  | 1.5   | 226 | 206 | 1.097 |
| 3 | Cuba   | 4   | 3 | 1 | 0  | 1  | 1 | 6  | 7  | 0.857 | 281 | 302 | 0.93  |
| 4 | Qatar  | 0   | 3 | 0 | 0  | 0  | 3 | 1  | 9  | 0.111 | 199 | 248 | 0.802 |

| Date             | Lieu      | Match          | Résultat | Sets  | Sets  | Sets  | Sets  | Sets  | Total Points | Rapport   |
| Date             | Lieu      | Match          | Résultat | 1     | 2     | 3     | 4     | 5     | Total Points | Rapport   |
| ---------------- | --------- | -------------- | -------- | ----- | ----- | ----- | ----- | ----- | ------------ | --------- |
| 26.08.22 à 11:00 | Ljubljana | Brésil - Cuba  | 3 - 2    | 31–33 | 21–25 | 25–16 | 25–17 | 18–16 | 120–107      | RapportP2 |
| 26.08.22 à 14:00 | Ljubljana | Japon - Qatar  | 3 - 0    | 25–20 | 25–18 | 25–15 | –     | –     | 75–53        | RapportP2 |
| 28.08.22 à 11:00 | Ljubljana | Cuba - Qatar   | 3 - 1    | 25–21 | 25–21 | 22–25 | 25–19 | –     | 97–86        | RapportP2 |
| 28.08.22 à 14:00 | Ljubljana | Brésil - Japon | 3 - 0    | 25–21 | 25–18 | 25–16 | –     | –     | 75–55        | RapportP2 |
| 30.08.22 à 11:00 | Ljubljana | Brésil - Qatar | 3 - 0    | 25–13 | 25–23 | 26–24 | –     | –     | 76–60        | RapportP2 |
| 30.08.22 à 14:00 | Ljubljana | Japon - Cuba   | 3 - 1    | 25–18 | 21–25 | 25–15 | 25–19 | –     | 96–77        | RapportP2 |

#### Groupe C (Katowice)
| # | Équipe     | Pts | J | G | Gt | Pt | P | Sp | Sc | Ratio | Pp  | Pc  | Ratio |
| 1 | Pologne    | 9   | 3 | 3 | 0  | 0  | 0 | 9  | 1  | 9     | 248 | 188 | 1.319 |
| 2 | États-Unis | 6   | 3 | 2 | 0  | 0  | 1 | 7  | 3  | 2.333 | 237 | 215 | 1.102 |
| 3 | Mexique    | 2   | 3 | 0 | 1  | 0  | 2 | 3  | 8  | 0.375 | 211 | 259 | 0.815 |
| 4 | Bulgarie   | 1   | 3 | 0 | 0  | 1  | 2 | 2  | 9  | 0.222 | 228 | 262 | 0.87  |

| Date             | Lieu     | Match                 | Résultat | Sets  | Sets  | Sets  | Sets  | Sets  | Total Points | Rapport   |
| Date             | Lieu     | Match                 | Résultat | 1     | 2     | 3     | 4     | 5     | Total Points | Rapport   |
| ---------------- | -------- | --------------------- | -------- | ----- | ----- | ----- | ----- | ----- | ------------ | --------- |
| 26.08.22 à 17:30 | Katowice | États-Unis - Mexique  | 3 - 0    | 25–18 | 25–20 | 25–12 | –     | –     | 75–50        | RapportP2 |
| 26.08.22 à 20:30 | Katowice | Pologne - Bulgarie    | 3 - 0    | 25–12 | 25–20 | 25–20 | –     | –     | 75–52        | RapportP2 |
| 28.08.22 à 17:30 | Katowice | États-Unis - Bulgarie | 3 - 0    | 25–20 | 25–23 | 26–24 | –     | –     | 76–67        | RapportP2 |
| 28.08.22 à 20:30 | Katowice | Pologne - Mexique     | 3 - 0    | 25–17 | 25–14 | 25–19 | –     | –     | 75–50        | RapportP2 |
| 30.08.22 à 17:30 | Katowice | Mexique - Bulgarie    | 3 - 2    | 20–25 | 25–20 | 25–23 | 23–25 | 18–16 | 111-109      | RapportP2 |
| 30.08.22 à 20:30 | Katowice | Pologne - États-Unis  | 3 - 1    | 23–25 | 25–21 | 25–19 | 25–21 | –     | 98–86        | RapportP2 |

#### Groupe D (Ljubljana)
| # | Équipe    | Pts | J | G | Gt | Pt | P | Sp | Sc | Ratio | Pp  | Pc  | Ratio |
| 1 | France    | 8   | 3 | 2 | 1  | 0  | 0 | 9  | 2  | 4.5   | 273 | 242 | 1.128 |
| 2 | Slovénie  | 7   | 3 | 2 | 0  | 1  | 0 | 8  | 3  | 2.667 | 185 | 182 | 1.016 |
| 3 | Allemagne | 3   | 3 | 1 | 0  | 0  | 2 | 3  | 6  | 0.5   | 152 | 140 | 1.086 |
| 4 | Cameroun  | 0   | 3 | 0 | 0  | 0  | 3 | 0  | 9  | 0     | 184 | 230 | 0.8   |

| Date             | Lieu      | Match                | Résultat | Sets  | Sets  | Sets  | Sets  | Sets | Total Points | Rapport   |
| Date             | Lieu      | Match                | Résultat | 1     | 2     | 3     | 4     | 5    | Total Points | Rapport   |
| ---------------- | --------- | -------------------- | -------- | ----- | ----- | ----- | ----- | ---- | ------------ | --------- |
| 26.08.22 à 17:30 | Ljubljana | France - Allemagne   | 3 - 0    | 25-22 | 28–26 | 26–24 | –     | –    | 79–72        | RapportP2 |
| 26.08.22 à 20:00 | Ljubljana | Slovénie - Cameroun  | 3 - 0    | 25–19 | 25–23 | 25–21 | –     | –    | 75–63        | RapportP2 |
| 28.08.22 à 17:30 | Ljubljana | Allemagne - Cameroun | 3 - 0    | 30-28 | 25-14 | 25-19 | –     | –    | 80–61        | RapportP2 |
| 28.08.22 à 20:30 | Ljubljana | France - Slovénie    | 3 - 2    | 25–21 | 22–25 | 23–25 | 34-32 | 15-7 | 119-110      | RapportP2 |
| 30.08.22 à 17:30 | Ljubljana | France - Cameroun    | 3 - 0    | 25–19 | 25–19 | 25–22 | –     | –    | 75–60        | RapportP2 |
| 30.08.22 à 20:30 | Ljubljana | Slovénie - Allemagne | 3 - 0    | 25–16 | 25–22 | 25–17 | –     | –    | 75–55        | RapportP2 |

#### Groupe E (Ljubljana)
| # | Équipe  | Pts | J | G | Gt | Pt | P | Sp | Sc | Ratio | Pp  | Pc  | Ratio |
| 1 | Italie  | 9   | 3 | 3 | 0  | 0  | 0 | 9  | 0  | MAX   | 239 | 166 | 1.44  |
| 2 | Turquie | 6   | 3 | 2 | 0  | 0  | 1 | 6  | 3  | 2     | 210 | 196 | 1.071 |
| 3 | Canada  | 3   | 3 | 1 | 0  | 0  | 2 | 3  | 6  | 0.5   | 206 | 231 | 0.892 |
| 4 | Chine   | 0   | 3 | 0 | 0  | 0  | 3 | 0  | 9  | 0     | 153 | 225 | 0.68  |

| Date             | Lieu      | Match            | Résultat | Sets  | Sets  | Sets  | Sets | Sets | Total Points | Rapport   |
| Date             | Lieu      | Match            | Résultat | 1     | 2     | 3     | 4    | 5    | Total Points | Rapport   |
| ---------------- | --------- | ---------------- | -------- | ----- | ----- | ----- | ---- | ---- | ------------ | --------- |
| 27.08.22 à 11:00 | Ljubljana | Turquie - Chine  | 3 - 0    | 25–15 | 25–19 | 25–14 | –    | –    | 75–48        | RapportP2 |
| 27.08.22 à 21:15 | Ljubljana | Italie - Canada  | 3 - 0    | 25–13 | 25–18 | 39–37 | –    | –    | 89–68        | RapportP2 |
| 29.08.22 à 11:00 | Ljubljana | Canada - Chine   | 3 - 0    | 25–23 | 25–21 | 25–23 | –    | –    | 75–67        | RapportP2 |
| 29.08.22 à 21:15 | Ljubljana | Italie - Turquie | 3 - 0    | 25–18 | 25–20 | 25–22 | –    | –    | 75–60        | RapportP2 |
| 31.08.22 à 14:00 | Ljubljana | Canada - Turquie | 0 - 3    | 23–25 | 23–25 | 17–25 | –    | –    | 63–75        | ReportP2  |
| 31.08.22 à 21:15 | Ljubljana | Italie - Chine   | 3 - 0    | 25–14 | 25–10 | 25–14 | –    | –    | 75–38        | ReportP2  |

#### Groupe F (Ljubljana)
| # | Équipe    | Pts | J | G | Gt | Pt | P | Sp | Sc | Ratio | Pp  | Pc  | Ratio |
| 1 | Pays-Bas  | 8   | 3 | 2 | 1  | 0  | 0 | 9  | 3  | 3     | 286 | 250 | 1.144 |
| 2 | Iran      | 5   | 3 | 1 | 1  | 0  | 1 | 7  | 6  | 1.167 | 313 | 302 | 1.036 |
| 3 | Argentine | 4   | 3 | 0 | 1  | 2  | 0 | 7  | 8  | 0.875 | 351 | 347 | 1.012 |
| 4 | Égypte    | 1   | 3 | 0 | 0  | 1  | 2 | 3  | 9  | 0.333 | 239 | 290 | 0.824 |

| Date             | Lieu      | Match                | Résultat | Sets  | Sets  | Sets  | Sets  | Sets  | Total Points | Rapport   |
| Date             | Lieu      | Match                | Résultat | 1     | 2     | 3     | 4     | 5     | Total Points | Rapport   |
| ---------------- | --------- | -------------------- | -------- | ----- | ----- | ----- | ----- | ----- | ------------ | --------- |
| 27.08.22 à 14:00 | Ljubljana | Pays-Bas - Égypte    | 3 - 0    | 25–17 | 25–22 | 25–16 | –     | –     | 75–55        | RapportP2 |
| 27.08.22 à 17:30 | Ljubljana | Argentine - Iran     | 2 - 3    | 25–22 | 28–30 | 18–25 | 34–32 | 19–21 | 124–130      | RapportP2 |
| 29.08.22 à 14:00 | Ljubljana | Argentine - Pays-Bas | 2 - 3    | 30–28 | 25–20 | 21–25 | 25–27 | 9–15  | 110–115      | RapportP2 |
| 29.08.22 à 17:30 | Ljubljana | Iran - Égypte        | 3 - 1    | 25–14 | 25–19 | 22–25 | 26–24 | –     | 98–82        | RapportP2 |
| 31.08.22 à 11:00 | Ljubljana | Argentine - Égypte   | 3 - 2    | 27–25 | 26–28 | 24–26 | 25–17 | 15–6  | 117–102      | RapportP2 |
| 31.08.22 à 17:30 | Ljubljana | Iran - Pays-Bas      | 1 - 3    | 22–25 | 25–21 | 20–25 | 18–25 | –     | 85–96        | RapportP2 |

### Meilleur troisième

#### Classement
Quatre équipes classées troisièmes de leur poule sont repêchées pour compléter le tableau des huitièmes de finale. Pour désigner les 4 meilleurs troisièmes (parmi les 6 au total), un classement est effectué en comparant les résultats dans leur groupe respectif de chacune des équipes :
| # | Équipe    | Pts | J | G | Gt | Pt | P | Sp | Sc | Ratio | Pp  | Pc  | Ratio |
| 1 | Argentine | 4   | 3 | 0 | 1  | 2  | 0 | 7  | 8  | 0.875 | 351 | 347 | 1.012 |
| 2 | Cuba      | 4   | 3 | 1 | 0  | 1  | 1 | 6  | 7  | 0.857 | 281 | 302 | 0.93  |
| 3 | Allemagne | 3   | 3 | 1 | 0  | 0  | 2 | 3  | 6  | 0.5   | 207 | 215 | 0.963 |
| 3 | Tunisie   | 3   | 3 | 1 | 0  | 0  | 2 | 3  | 6  | 0.5   | 189 | 210 | 0.9   |
| 4 | Canada    | 3   | 3 | 1 | 0  | 0  | 2 | 3  | 6  | 0.5   | 206 | 231 | 0.892 |
| 6 | Mexique   | 2   | 3 | 0 | 1  | 0  | 2 | 3  | 8  | 0.375 | 211 | 259 | 0.815 |

### Classement total
Ce classement combiné permet de classer les 24 équipes participantes en fonction de leurs points et victoires, les 16 meilleures équipes sont qualifiées pour la phase finale : 
| #                                                              | Équipe     | Pts | J | G | Gt | Pt | P | Sp | Sc | Ratio | Pp  | Pc  | Ratio |
| Les deux premiers en tant que pays hôtes                       |            |     |   |   |    |    |   |    |    |       |     |     |       |
| 1                                                              | Pologne    | 9   | 3 | 3 | 0  | 0  | 0 | 9  | 1  | 9     | 248 | 188 | 1.319 |
| 2                                                              | Slovénie   | 7   | 3 | 2 | 0  | 1  | 0 | 8  | 3  | 2.667 | 185 | 182 | 1.016 |
| Les premières équipes de chaque groupe                         |            |     |   |   |    |    |   |    |    |       |     |     |       |
| 3                                                              | Italie     | 9   | 3 | 3 | 0  | 0  | 0 | 9  | 0  | MAX   | 239 | 166 | 1.44  |
| 4                                                              | Serbie     | 9   | 3 | 3 | 0  | 0  | 0 | 9  | 0  | MAX   | 248 | 187 | 1.326 |
| 5                                                              | Brésil     | 8   | 3 | 2 | 1  | 0  | 0 | 9  | 2  | 4.5   | 271 | 222 | 1.221 |
| 6                                                              | France     | 8   | 3 | 2 | 1  | 0  | 0 | 9  | 2  | 4.5   | 273 | 242 | 1.128 |
| 7                                                              | Pays-Bas   | 8   | 3 | 2 | 1  | 0  | 0 | 9  | 3  | 3     | 286 | 250 | 1.144 |
| Les deuxièmes équipes de chaque groupe                         |            |     |   |   |    |    |   |    |    |       |     |     |       |
| 8                                                              | États-Unis | 6   | 3 | 2 | 0  | 0  | 1 | 7  | 3  | 2.333 | 237 | 215 | 1.102 |
| 9                                                              | Turquie    | 6   | 3 | 2 | 0  | 0  | 1 | 6  | 3  | 2     | 210 | 196 | 1.071 |
| 10                                                             | Ukraine    | 6   | 3 | 2 | 0  | 0  | 1 | 6  | 4  | 1.5   | 241 | 213 | 1.131 |
| 11                                                             | Japon      | 6   | 3 | 2 | 0  | 0  | 1 | 6  | 4  | 1.5   | 226 | 206 | 1.097 |
| 12                                                             | Iran       | 5   | 3 | 1 | 1  | 0  | 1 | 7  | 6  | 1.167 | 313 | 302 | 1.036 |
| Les troisièmes équipes de chaque groupe (meilleurs troisièmes) |            |     |   |   |    |    |   |    |    |       |     |     |       |
| 13                                                             | Argentine  | 4   | 3 | 0 | 1  | 2  | 0 | 7  | 8  | 0.875 | 351 | 347 | 1.012 |
| 14                                                             | Cuba       | 4   | 3 | 1 | 0  | 1  | 1 | 6  | 7  | 0.857 | 281 | 302 | 0.93  |
| 15                                                             | Allemagne  | 3   | 3 | 1 | 0  | 0  | 2 | 3  | 6  | 0.5   | 152 | 140 | 1.086 |
| 16                                                             | Tunisie    | 3   | 3 | 1 | 0  | 0  | 2 | 3  | 6  | 0.5   | 189 | 210 | 0.9   |
| 17                                                             | Canada     | 3   | 3 | 1 | 0  | 0  | 2 | 3  | 6  | 0.5   | 206 | 231 | 0.892 |
| 18                                                             | Mexique    | 2   | 3 | 0 | 1  | 0  | 2 | 3  | 8  | 0.375 | 211 | 259 | 0.815 |
| Les quatrièmes équipes de chaque groupe                        |            |     |   |   |    |    |   |    |    |       |     |     |       |
| 19                                                             | Égypte     | 1   | 3 | 0 | 0  | 1  | 2 | 3  | 9  | 0.333 | 239 | 290 | 0.824 |
| 20                                                             | Bulgarie   | 1   | 3 | 0 | 0  | 1  | 3 | 2  | 9  | 0.222 | 228 | 262 | 0.87  |
| 21                                                             | Qatar      | 0   | 3 | 0 | 0  | 0  | 3 | 1  | 9  | 0.111 | 199 | 248 | 0.802 |
| 22                                                             | Porto Rico | 0   | 3 | 0 | 0  | 0  | 3 | 1  | 9  | 0.111 | 197 | 250 | 0.788 |
| 23                                                             | Cameroun   | 0   | 3 | 0 | 0  | 0  | 3 | 0  | 9  | 0     | 184 | 230 | 0.8   |
| 24                                                             | Chine      | 0   | 3 | 0 | 0  | 0  | 3 | 0  | 9  | 0     | 153 | 225 | 0.68  |

### Appariements en huitièmes de finale
Puisque quatre des six groupes placent une troisième équipe dans le tableau final, les différentes combinaisons formées par les groupes de provenance des équipes qualifiées servent à les répartir contre les quatre premiers du classement finales (voir le classement final ci-dessus), comme suit :
| Groupes d'origine des meilleurs 3e | Groupes d'origine des meilleurs 3e | Groupes d'origine des meilleurs 3e | Groupes d'origine des meilleurs 3e | Groupes d'origine des meilleurs 3e | Groupes d'origine des meilleurs 3e | Adversaires de | Adversaires de | Adversaires de | Adversaires de |
| Groupes d'origine des meilleurs 3e | Groupes d'origine des meilleurs 3e | Groupes d'origine des meilleurs 3e | Groupes d'origine des meilleurs 3e | Groupes d'origine des meilleurs 3e | Groupes d'origine des meilleurs 3e | (1) Pologne    | (2) Slovénie   | (3) Italie     | (4) Serbie     |
| ---------------------------------- | ---------------------------------- | ---------------------------------- | ---------------------------------- | ---------------------------------- | ---------------------------------- | -------------- | -------------- | -------------- | -------------- |
| A                                  | B                                  | C                                  | D                                  |                                    |                                    | [3A] Tunisie   | [3D] Allemagne | [3B] Cuba      | [3C] Mexique   |
| A                                  | B                                  | C                                  |                                    | E                                  |                                    | [3A] Tunisie   | [3E] Canada    | [3B] Cuba      | [3C] Mexique   |
| A                                  | B                                  | C                                  |                                    |                                    | F                                  | [3A] Tunisie   | [3C] Mexique   | [3B] Cuba      | [3F] Argentine |
| A                                  | B                                  |                                    | D                                  | E                                  |                                    | [3D] Allemagne | [3E] Canada    | [3A] Tunisie   | [3B] Cuba      |
| A                                  | B                                  |                                    | D                                  |                                    | F                                  | [3A] Tunisie   | [3D] Allemagne | [3B] Cuba      | [3F] Argentine |
| A                                  | B                                  |                                    |                                    | E                                  | F                                  | [3E] Canada    | [3F] Argentine | [3B] Cuba      | [3A] Tunisie   |
| A                                  |                                    | C                                  | D                                  | E                                  |                                    | [3E] Canada    | [3D] Allemagne | [3C] Mexique   | [3A] Tunisie   |
| A                                  |                                    | C                                  | D                                  |                                    | F                                  | [3F] Argentine | [3D] Allemagne | [3C] Mexique   | [3A] Tunisie   |
| A                                  |                                    | C                                  |                                    | E                                  | F                                  | [3E] Canada    | [3F] Argentine | [3C] Mexique   | [3A] Tunisie   |
| A                                  |                                    |                                    | D                                  | E                                  | F                                  | [3E] Canada    | [3F] Argentine | [3D] Allemagne | [3A] Tunisie   |
|                                    | B                                  | C                                  | D                                  | E                                  |                                    | [3E] Canada    | [3D] Allemagne | [3B] Cuba      | [3C] Mexique   |
|                                    | B                                  | C                                  | D                                  |                                    | F                                  | [3F] Argentine | [3D] Allemagne | [3C] Mexique   | [3B] Cuba      |
|                                    | B                                  | C                                  |                                    | E                                  | F                                  | [3F] Argentine | [3E] Canada    | [3C] Mexique   | [3B] Cuba      |
|                                    | B                                  |                                    | D                                  | E                                  | F                                  | [3F] Argentine | [3E] Canada    | [3D] Allemagne | [3B] Cuba      |
|                                    |                                    | C                                  | D                                  | E                                  | F                                  | [3F] Argentine | [3E] Canada    | [3D] Allemagne | [3C] Mexique   |

- Combinaison réalisée

### Phase finale
Les pays organisateurs, la Pologne et la Slovénie, bénéficient des 2 premières places au classement, indépendamment des résultats des phases de poules.
|  | Huitièmes de finale         | Huitièmes de finale         |           |                            | Quarts de finale           | Quarts de finale          |   |  | Demi-finales               | Demi-finales               |  |  | Finale                     | Finale                     |
|  | Huitièmes de finale         | Huitièmes de finale         |           |                            | Quarts de finale           | Quarts de finale          |   |  | Demi-finales               | Demi-finales               |  |  | Finale                     | Finale                     |
|  |                             |                             |           |                            |                            |                           |   |  |                            |                            |  |  |                            |                            |
|  | 04.09.22 à 21:00, Gliwice   | 04.09.22 à 21:00, Gliwice   |           |                            | 08.09.22 à 21:00, Gliwice  | 08.09.22 à 21:00, Gliwice |   |  | 10.09.22 à 18:00, Katowice | 10.09.22 à 18:00, Katowice |  |  | 11.09.22 à 21:00, Katowice | 11.09.22 à 21:00, Katowice |
|  | 04.09.22 à 21:00, Gliwice   | 04.09.22 à 21:00, Gliwice   |           |                            | 08.09.22 à 21:00, Gliwice  | 08.09.22 à 21:00, Gliwice |   |  | 10.09.22 à 18:00, Katowice | 10.09.22 à 18:00, Katowice |  |  | 11.09.22 à 21:00, Katowice | 11.09.22 à 21:00, Katowice |
|  | Pologne (1)                 | 3                           |           |                            | 08.09.22 à 21:00, Gliwice  | 08.09.22 à 21:00, Gliwice |   |  | 10.09.22 à 18:00, Katowice | 10.09.22 à 18:00, Katowice |  |  | 11.09.22 à 21:00, Katowice | 11.09.22 à 21:00, Katowice |
|  | Pologne (1)                 | 3                           |           |                            | 08.09.22 à 21:00, Gliwice  | 08.09.22 à 21:00, Gliwice |   |  | 10.09.22 à 18:00, Katowice | 10.09.22 à 18:00, Katowice |  |  | 11.09.22 à 21:00, Katowice | 11.09.22 à 21:00, Katowice |
|  | Tunisie (16)                | 0                           |           |                            | 08.09.22 à 21:00, Gliwice  | 08.09.22 à 21:00, Gliwice |   |  | 10.09.22 à 18:00, Katowice | 10.09.22 à 18:00, Katowice |  |  | 11.09.22 à 21:00, Katowice | 11.09.22 à 21:00, Katowice |
|  | Tunisie (16)                | 0                           | Pologne   | 3                          |                            |                           |   |  | 10.09.22 à 18:00, Katowice | 10.09.22 à 18:00, Katowice |  |  | 11.09.22 à 21:00, Katowice | 11.09.22 à 21:00, Katowice |
|  | 04.09.22 à 17:30, Gliwice   |                             | Pologne   | 3                          |                            |                           |   |  | 10.09.22 à 18:00, Katowice | 10.09.22 à 18:00, Katowice |  |  | 11.09.22 à 21:00, Katowice | 11.09.22 à 21:00, Katowice |
|  |                             | États-Unis                  | 2         |                            |                            |                           |   |  | 10.09.22 à 18:00, Katowice | 10.09.22 à 18:00, Katowice |  |  | 11.09.22 à 21:00, Katowice | 11.09.22 à 21:00, Katowice |
|  | États-Unis (8)              | États-Unis                  | 2         | 3                          |                            |                           |   |  | 10.09.22 à 18:00, Katowice | 10.09.22 à 18:00, Katowice |  |  | 11.09.22 à 21:00, Katowice | 11.09.22 à 21:00, Katowice |
|  | États-Unis (8)              | 08.09.22 à 17:30, Gliwice   |           | 3                          |                            |                           |   |  | 10.09.22 à 18:00, Katowice | 10.09.22 à 18:00, Katowice |  |  | 11.09.22 à 21:00, Katowice | 11.09.22 à 21:00, Katowice |
|  | Turquie (9)                 | 2                           |           |                            |                            |                           |   |  | 10.09.22 à 18:00, Katowice | 10.09.22 à 18:00, Katowice |  |  | 11.09.22 à 21:00, Katowice | 11.09.22 à 21:00, Katowice |
|  | Turquie (9)                 | 2                           | Pologne   | 3                          |                            |                           |   |  |                            |                            |  |  | 11.09.22 à 21:00, Katowice | 11.09.22 à 21:00, Katowice |
|  | 06.09.22 à 17:30, Gliwice   |                             | Pologne   | 3                          |                            |                           |   |  |                            |                            |  |  | 11.09.22 à 21:00, Katowice | 11.09.22 à 21:00, Katowice |
|  |                             | Brésil                      | 2         |                            |                            |                           |   |  |                            |                            |  |  | 11.09.22 à 21:00, Katowice | 11.09.22 à 21:00, Katowice |
|  | Serbie (4)                  | Brésil                      | 2         | 0                          |                            |                           |   |  |                            |                            |  |  | 11.09.22 à 21:00, Katowice | 11.09.22 à 21:00, Katowice |
|  | Serbie (4)                  | 10.09.22 à 21:00, Katowice  |           | 0                          |                            |                           |   |  |                            |                            |  |  | 11.09.22 à 21:00, Katowice | 11.09.22 à 21:00, Katowice |
|  | Argentine (13)              | 3                           |           |                            |                            |                           |   |  |                            |                            |  |  | 11.09.22 à 21:00, Katowice | 11.09.22 à 21:00, Katowice |
|  | Argentine (13)              | 3                           | Argentine | 1                          |                            |                           |   |  |                            |                            |  |  | 11.09.22 à 21:00, Katowice | 11.09.22 à 21:00, Katowice |
|  | 06.09.22 à 21:00, Gliwice   |                             | Argentine | 1                          |                            |                           |   |  |                            |                            |  |  | 11.09.22 à 21:00, Katowice | 11.09.22 à 21:00, Katowice |
|  |                             | Brésil                      | 3         |                            |                            |                           |   |  |                            |                            |  |  | 11.09.22 à 21:00, Katowice | 11.09.22 à 21:00, Katowice |
|  | Brésil (5)                  | Brésil                      | 3         | 3                          |                            |                           |   |  |                            |                            |  |  | 11.09.22 à 21:00, Katowice | 11.09.22 à 21:00, Katowice |
|  | Brésil (5)                  | 07.09.22 à 21:00, Ljubljana |           | 3                          |                            |                           |   |  |                            |                            |  |  | 11.09.22 à 21:00, Katowice | 11.09.22 à 21:00, Katowice |
|  | Iran (12)                   | 0                           |           |                            |                            |                           |   |  |                            |                            |  |  | 11.09.22 à 21:00, Katowice | 11.09.22 à 21:00, Katowice |
|  | Iran (12)                   | 0                           | Pologne   | 1                          |                            |                           |   |  |                            |                            |  |  |                            |                            |
|  | 03.09.22 à 17:30, Ljubljana |                             | Pologne   | 1                          |                            |                           |   |  |                            |                            |  |  |                            |                            |
|  |                             | Italie                      | 3         |                            |                            |                           |   |  |                            |                            |  |  |                            |                            |
|  | Slovénie (2)                | Italie                      | 3         | 3                          |                            |                           |   |  |                            |                            |  |  |                            |                            |
|  | Slovénie (2)                |                             |           | 3                          |                            |                           |   |  |                            |                            |  |  |                            |                            |
|  | Allemagne (15)              | 1                           |           |                            |                            |                           |   |  |                            |                            |  |  |                            |                            |
|  | Allemagne (15)              | 1                           | Slovénie  | 3                          |                            |                           |   |  |                            |                            |  |  |                            |                            |
|  | 05.09.22 à 17:30, Ljubljana |                             | Slovénie  | 3                          |                            |                           |   |  |                            |                            |  |  |                            |                            |
|  |                             | Ukraine                     | 1         |                            |                            |                           |   |  |                            |                            |  |  |                            |                            |
|  | Pays-Bas (7)                | Ukraine                     | 1         | 0                          |                            |                           |   |  |                            |                            |  |  |                            |                            |
|  | Pays-Bas (7)                | 07.09.22 à 17:30, Ljubljana |           | 0                          |                            |                           |   |  |                            |                            |  |  |                            |                            |
|  | Ukraine (10)                | 3                           |           |                            |                            |                           |   |  |                            |                            |  |  |                            |                            |
|  | Ukraine (10)                | 3                           | Slovénie  | 0                          |                            |                           |   |  |                            |                            |  |  |                            |                            |
|  | 03.09.22 à 21:15, Ljubljana |                             | Slovénie  | 0                          |                            |                           |   |  |                            |                            |  |  |                            |                            |
|  |                             | Italie                      | 3         |                            |                            |                           |   |  |                            |                            |  |  |                            |                            |
|  | Italie (3)                  | Italie                      | 3         | 3                          |                            |                           |   |  |                            |                            |  |  |                            |                            |
|  | Italie (3)                  |                             |           | 3                          |                            |                           |   |  |                            |                            |  |  |                            |                            |
|  | Cuba (14)                   | 1                           |           | Match pour la 3e place     | Match pour la 3e place     |                           |   |  |                            |                            |  |  |                            |                            |
|  | Cuba (14)                   | 1                           | Italie    | Match pour la 3e place     | Match pour la 3e place     | 3                         |   |  |                            |                            |  |  |                            |                            |
|  | 05.09.22 à 21:00, Ljubljana | 05.09.22 à 21:00, Ljubljana | Italie    | 11.09.22 à 18:00, Katowice | 11.09.22 à 18:00, Katowice | 3                         |   |  |                            |                            |  |  |                            |                            |
|  | 05.09.22 à 21:00, Ljubljana | 05.09.22 à 21:00, Ljubljana |           | 11.09.22 à 18:00, Katowice | 11.09.22 à 18:00, Katowice | France                    | 2 |  |                            |                            |  |  |                            |                            |
|  | France (6)                  | 3                           | Brésil    | 3                          |                            | France                    | 2 |  |                            |                            |  |  |                            |                            |
|  | France (6)                  | 3                           | Brésil    | 3                          |                            |                           |   |  |                            |                            |  |  |                            |                            |
|  | Japon (11)                  | 2                           |           | Slovénie                   | 1                          |                           |   |  |                            |                            |  |  |                            |                            |
|  | Japon (11)                  | 2                           |           | Slovénie                   | 1                          |                           |   |  |                            |                            |  |  |                            |                            |

## Classement final
| Place              | Équipe     |
| ------------------ | ---------- |
| Médaille d'or      | Italie     |
| Médaille d'argent  | Pologne    |
| Médaille de bronze | Brésil     |
| 4                  | Slovénie   |
| 5                  | France     |
| 6                  | États-Unis |
| 7                  | Ukraine    |
| 8                  | Argentine  |
| 9                  | Serbie     |
| 10                 | Pays-Bas   |
| 11                 | Turquie    |
| 12                 | Japon      |
| 13                 | Iran       |
| 14                 | Cuba       |
| 15                 | Allemagne  |
| 16                 | Tunisie    |
| 17                 | Canada     |
| 18                 | Mexique    |
| 19                 | Égypte     |
| 20                 | Bulgarie   |
| 21                 | Qatar      |
| 22                 | Porto Rico |
| 23                 | Cameroun   |
| 24                 | Chine      |

## Récompenses
- Meilleur joueur :  Simone Giannelli
- Meilleur passeur :   Simone Giannelli
- Meilleurs réceptionneurs-attaquants :  Yoandy Leal ;  Kamil Semeniuk
- Meilleurs centraux :  Mateusz Bieniek ;  Gianluca Galassi
- Meilleur pointu :  Bartosz Kurek
- Meilleur libéro :  Fabio Balaso

## Statistiques
Le comité d'organisation de la compétition a publié les statistiques suivantes  :
| Meilleur marqueurs | Meilleur marqueurs | Meilleur marqueurs | Meilleur marqueurs | Meilleur marqueurs | Meilleur marqueurs | Meilleur marqueurs |
|                    | Joueur             | Attaques           | Bloques            | Services           | Moy                | Total              |
| ------------------ | ------------------ | ------------------ | ------------------ | ------------------ | ------------------ | ------------------ |
| 1                  | Yoandy Leal        | 107                | 8                  | 10                 | 17.86              | 125                |
| 2                  | Klemen Čebulj      | 95                 | 13                 | 6                  | 16.29              | 114                |
| 3                  | Daniele Lavia      | 91                 | 10                 | 2                  | 14.71              | 103                |
| 4                  | Bartosz Kurek      | 85                 | 7                  | 8                  | 14.28              | 100                |
| 5                  | Wallace de Souza   | 85                 | 9                  | 3                  | 13.86              | 97                 |

| Meilleurs serveurs | Meilleurs serveurs | Meilleurs serveurs | Meilleurs serveurs | Meilleurs serveurs | Meilleurs serveurs | Meilleurs serveurs |
|                    | Joueurs            | Services           | Fautes             | Frappe             | Moy                | Total              |
| ------------------ | ------------------ | ------------------ | ------------------ | ------------------ | ------------------ | ------------------ |
| 1                  | Oleh Plotnytskyi   | 18                 | 16                 | 48                 | 3.60               | 82                 |
| 2                  | Nimir Abdel-Aziz   | 12                 | 27                 | 35                 | 3.00               | 74                 |
| 3                  | Mateusz Bieniek    | 11                 | 16                 | 78                 | 1.57               | 105                |
| 4                  | Yoandy Leal        | 10                 | 20                 | 61                 | 1.43               | 91                 |
| 5                  | Kamil Semeniuk     | 10                 | 22                 | 68                 | 1.43               | 100                |

| Meilleur passeurs | Meilleur passeurs | Meilleur passeurs | Meilleur passeurs | Meilleur passeurs | Meilleur passeurs | Meilleur passeurs |
|                   | Joueurs           | Courant           | Fautes            | Ensemble          | Moy               | Total             |
| ----------------- | ----------------- | ----------------- | ----------------- | ----------------- | ----------------- | ----------------- |
| 1                 | Simone Giannelli  | 139               | 3                 | 376               | 19.86             | 518               |
| 2                 | Luciano De Cecco  | 131               | 3                 | 314               | 26.20             | 448               |
| 3                 | Antoine Brizard   | 107               | 3                 | 286               | 21.40             | 396               |
| 4                 | Marcin Janusz     | 94                | 3                 | 428               | 13.43             | 525               |
| 5                 | Lukas Kampa       | 87                | 0                 | 187               | 21.75             | 274               |

| Meilleurs réceptionneurs | Meilleurs réceptionneurs | Meilleurs réceptionneurs | Meilleurs réceptionneurs | Meilleurs réceptionneurs | Meilleurs réceptionneurs | Meilleurs réceptionneurs |
|                          | Joueurs                  | Excellents               | Fautes                   | Réception                | %                        | Total                    |
| ------------------------ | ------------------------ | ------------------------ | ------------------------ | ------------------------ | ------------------------ | ------------------------ |
| 1                        | Santiago Danani          | 39                       | 11                       | 90                       | 27.86                    | 140                      |
| 2                        | Earvin N'Gapeth          | 35                       | 1                        | 74                       | 31.82                    | 110                      |
| 3                        | Robbert Andringa         | 34                       | 3                        | 49                       | 39.53                    | 86                       |
| 4                        | Facundo Conte            | 34                       | 3                        | 81                       | 28.81                    | 118                      |
| 5                        | Thales Hoss              | 33                       | 6                        | 87                       | 26.19                    | 126                      |